# Palazzo di Giustizia (Avezzano)
Il Palazzo di Giustizia di Avezzano è situato nel centro urbano della città abruzzese. 

## Storia

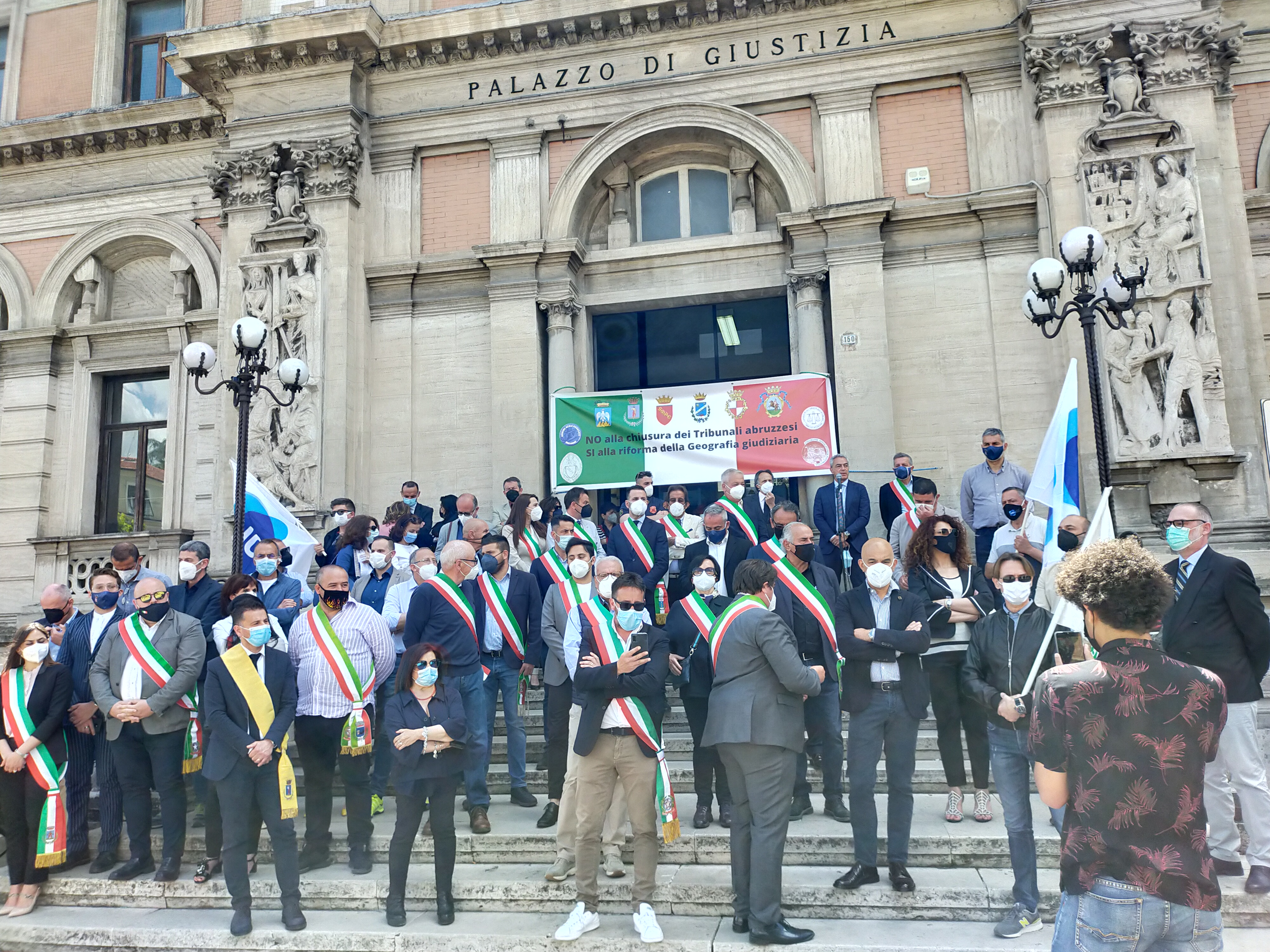
Manifestazione per la salvaguardia del presidio di giustizia nel 2021

La cancelleria della Sottintendenza di Avezzano fu creata in epoca napoleonica il 10 giugno 1811. La sede del tribunale marsicano invece venne istituita con il regio decreto-legge n. 329 del 20 novembre 1861 e inaugurata il 1º maggio 1862 nell'ex convento di San Francesco, contiguo all'omonima chiesa (successivamente dedicata a san Giovanni Decollato), poi in un palazzo collocato nei pressi di piazza Torlonia e, fino al terremoto del 1915, in alcuni locali del castello Orsini-Colonna.
Dopo il sisma del 13 gennaio 1915 gli uffici giudiziari, ospitati provvisoriamente e non senza difficoltà in alcuni prefabbricati vennero inaugurati il 20 aprile 1915 alla presenza del ministro di Grazia e Giustizia, Vittorio Emanuele Orlando. Ciò avvenne prima del trasferimento in un edificio localizzato in via Giuseppe Mazzini e successivamente nel palazzo di quella che sarebbe diventata la strada centrale più importante della città ricostruita, la contemporanea via Camillo Corradini (già  via Salandra e via del Littorio). Con il passare degli anni e superata l'emergenza sisma, infatti, crebbe l'esigenza di realizzare una struttura idonea ad ospitare il tribunale ma anche la pretura e la procura.
Grazie ad una disposizione legislativa speciale del ministero dei lavori pubblici il comune di Avezzano ebbe modo di costruire nuovi edifici pubblici e dal 1918 di entrare in possesso di edifici costruiti per i ricoveri. L'ente inoltre entrò in possesso, grazie anche all'impegno politico di Camillo Corradini, delle aree espropriate dallo Stato e utilizzate per diverse esigenze logistiche in occasione dell'emergenza terremoto. Tra queste figurava il terreno su cui ebbe inizio qualche anno dopo, per effetto del regio decreto-legge del 16 novembre 1921, la costruzione del palazzo di Giustizia.
Progettato già nel 1917 dall'architetto Luigi Gallo e appaltato alla ditta Elia Micangeli il palazzo venne ultimato nel 1930 e inaugurato l'anno successivo dopo le necessarie procedure di collaudo.
Alla fine del 1940 la cancellata in ferro che delimitava il giardino antistante fu rimossa durante la raccolta di oggetti di metallo ordinata dal regime fascista per favorire la produzione bellica nella seconda guerra mondiale. A causa dei bombardamenti che nel 1944 devastarono la città appena ricostruita il tribunale venne gravemente danneggiato. Successivamente fu restaurato nel rispetto del progetto originale.

## Architettura

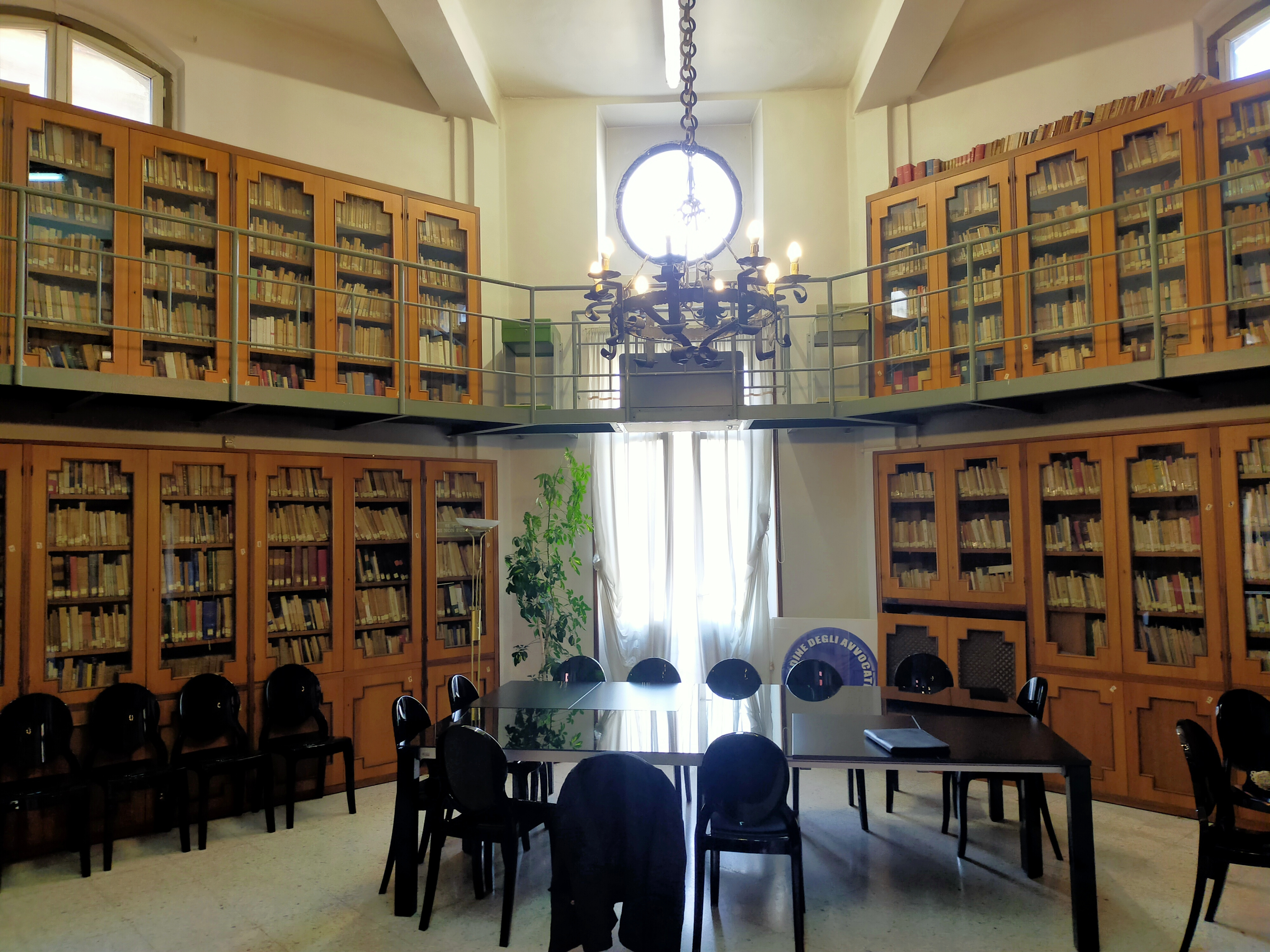
Biblioteca giuridica Bruno Cassinelli

Il palazzo di Giustizia di Avezzano in stile eclettico-neoclassico è stato costruito su due piani in una pianta regolare quadrata. Ai piedi della scalinata dell'ingresso principale sono posizionate due aquile decollate, mentre nelle due colonne laterali del portone sono raffigurati alcuni simboli della giustizia.
La struttura è affiancata dalla palazzina, anch'essa in stile eclettico, che ha ospitato la corte d'assise e successivamente la sede del giudice di pace; poco distante è collocato l'edificio della procura della Repubblica.
La sala Bruno Cassinelli ospita dall'8 novembre 1975 l'omonima biblioteca specializzata in diritto e letteratura giuridica e un busto bronzeo raffigurante il penalista.
Nel 2015 è stato collocato davanti al palazzo un busto bronzeo commemorativo, opera di Luigi Di Fabrizio, dedicato al senatore e avvocato Domenico Buccini.